# Danilo Baron
Danilo Baron (São Bernardo do Campo, 7 febbraio 1985) è un giocatore di calcio a 5 brasiliano, campione sudamericano con la nazionale brasiliana nel 2011.

## Carriera
Con la nazionale maschile di calcio a 5 del Brasile, Baron ha partecipato alla vittoriosa Copa América 2011. Il laterale fu convocato anche alla Copa América 2019 che tuttavia venne annullata in seguito ai disordini scoppiati in Cile.

## Palmarès

### Club

#### Competizioni nazionali
- Campionato brasiliano: 2
Pato: 2018
Brasil Futuro: 2020
- Taça Brasil: 3
Corinthians: 2010
Pato: 2018
Brasil Futuro: 2021
- Supercoppa brasiliana: 1
Brasil Futuro: 2021
- Campionato kazako: 1
Kairat: 2013-14

#### Competizioni internazionali
- Coppa Intercontinentale: 1
Brasil Futuro: 2019

### Nazionale
- Coppa America: 1
Argentina 2011